# Wapen van Sint-Niklaas

Het wapen van Sint-Niklaas

Het wapen van Sint-Niklaas werd in 1819 nog door de Hoge Raad van Adel aan de Oost-Vlaamse stad Sint-Niklaas toegekend. Het wapen werd op 27 maart 1840 bevestigd. In 1976 vond er een gemeentelijke fusie plaats waarna de nieuwe gemeente op 29 januari 1981 het huidige wapen toegekend kreeg. Het wapen toont een afbeelding van Nicolaas van Myra, de patroonheilige van de stad met naast hem een raap. Dit alles is gekroond met een stedekroon, het symbool voor een niet-monarchistische stad.

## Blazoen
Het wapen heeft de volgende blazoenering:
In lazuur een Sint-Nicolaas vergezeld rechts van een kuip waarin drie kinderen, op een losse grond, en links van een raap, alles van goud. Het schild getopt met een stedekroon met vijf torentjes van goud.— Ministerieel Besluit van 29 januari 1981.

## Betekenis

### Nicolaas van Myra
Nicolaas van Myra is al sinds het prille begin een symbool voor de stad. In 1217 werd een zelfstandige Sint-Niklase parochie opgericht met een kerk aan Sint-Nicolaas gewijd. Op het wapenschild staat een verhaal afgebeeld uit zijn leven. Drie studenten waren op tocht naar Athene en toen ze in een herberg aankwamen, werden ze vermoord door de herbergier. Deze bewaarde hun vlees in een ton met pekel. Toen de bisschop enkele dagen later in dezelfde herberg aankwam, droomde hij 's nachts over de moord. Hij begon te bidden en de drie jongens kwamen terug tot leven.

### Raap
In het Waasland werden vroeger veel rapen geteeld, het kon immers dienen als veevoeder en het groeide makkelijk in de arme zandgrond. Er konden zelfs rapen geoogst worden als akkers elders in Europa braak lagen. Daarom maakte de Keure van het Land van Waas het gewas tot hun officieel symbool. Sindsdien verschijnt het op verschillende wapenschilden van verschillende Wase gemeenten.

## Vergelijkbare wapens
De volgende wapens kunnen vergeleken worden met het wapen van Sint-Niklaas:

Het wapen van het Waasland
Het wapen van Waasmunster
Het wapen van Sint-Gillis-Waas
Het wapen van Valkenswaard
het wapen van Mardijk